# Kotohira
Kotohira (琴平町?) è una cittadina giapponese della prefettura di Kagawa.